# El Mehdi El Moubarik
El Mehdi El Moubarik (22 gennaio 2001) è un calciatore marocchino, centrocampista del Wydad Casablanca in prestito dall'Al-Ain.

## Carriera

### Club
Cresciuto nel settore giovanile del FUS Rabat, debutta in prima squadra il 12 gennaio 2020 in occasione dell'incontro di Botola 1 Pro pareggiato 0-0 contro il Rapide Oued Zem. Nella stagione 2022-2023 gioca nella prima divisione emiratina all'Al-Ain, mentre negli anni seguenti torna in patria in prestito prima al Raja Casablanca e poi al Wydad Casablanca.

### Nazionale
Nel 2021 con il Marocco Under-20 prende parte alla Coppa d'Africa di categoria venendo incluso nella formazione ideale del torneo. In seguito ha giocato anche nella nazionale marocchina Under-23.
Nel 2024 ha vinto la medaglia di bronzo ai Giochi Olimpici di Parigi.

## Statistiche
Statistiche aggiornate al 1º gennaio 2022.

### Presenze e reti nei club
| Stagione        | Squadra         | Campionato      | Campionato | Campionato | Coppe nazionali | Coppe nazionali | Coppe nazionali | Coppe continentali | Coppe continentali | Coppe continentali | Altre coppe | Altre coppe | Altre coppe | Totale | Totale | Totale |
| Stagione        | Squadra         | Comp            | Pres       | Reti       | Comp            | Pres            | Reti            | Comp               | Pres               | Reti               | Comp        | Pres        | Reti        | Pres   | Reti   |        |
| --------------- | --------------- | --------------- | ---------- | ---------- | --------------- | --------------- | --------------- | ------------------ | ------------------ | ------------------ | ----------- | ----------- | ----------- | ------ | ------ | ------ |
| 2019-2020       | FUS Rabat       | B1              | 4          | 0          | CM              | 0               | 0               |                    | -                  | -                  |             | -           | -           | 4      | 0      |        |
| 2020-2021       | FUS Rabat       | B1              | 21         | 1          | CM              | 1               | 0               |                    | -                  | -                  |             | -           | -           | 22     | 1      |        |
| 2021-2022       | FUS Rabat       | B1              | 8          | 0          | CM              | 0               | 0               |                    | -                  | -                  |             | -           | -           | 8      | 0      |        |
| Totale carriera | Totale carriera | Totale carriera | 33         | 1          |                 | 1               | 0               |                    | -                  | -                  |             | -           | -           | 34     | 1      |        |

## Palmarès

### Club

#### Competizioni nazionali
- Campionato marocchino: 1

Raja Casablanca: 2023-2024
- Coppa del Marocco: 1

Raja Casablanca: 2023-2024

### Individuale
- XI All Star Team della Coppa delle nazioni africane Under-20: 1

2021